# Ярослав Яброцький
Ярослав Яброцький (словац. Jaroslav Jabrocký; 16 квітня 1980, м. Попрад, ЧССР) — словацький хокеїст, центральний нападник. 
Вихованець хокейної школи ХК «Попрад». Виступав за ХК «Попрад», «Ларедо Бакс» (CHL), «Корпус Крісті Рейз» (CHL), «Остін Айс-Бетс» (CHL), СК «Кадань», МсХК «Жиліна», МХК «Мартін», ХК «Вестерос».

## Досягнення
- Чемпіон Словаччини (2006), бронзовий призер (2010).